# 天津市质量技术监督局
天津市质量技术监督局是中华人民共和国天津市人民政府主管全市质量技术监督工作的直属机构。

## 直属（下属）部门
- 办公室
- 计划财务处
- 质量管理处
- 质量监督处
- 食品生产监管处
- 标准化处
- 计量处
- 认证与实验室评审处
- 特种设备安全监察处
- 政策法规处
- 科技外事处
- 行政处
- 组织人事处
- 老干部处
- 机关党委
- 监察室[1]

## 直属机构
- 天津市质量技术监督稽查总队
- 天津市计量监督检测科学研究院
- 天津市产品质量监督检测技术研究院
- 天津市质量技术监督信息研究所
- 天津市纺织纤维检验所
- 天津市特种设备监督检验技术研究院
- 天津市特种设备工程建设事务所
- 天津市质量技术监督事务所
- 天津市工业产品生产许可证审查中心
- 天津市质量技术监督投诉举报中心[2]

## 下属协会
- 天津市质量检验协会
- 天津市标准化协会
- 天津市计量测试学会[3]

## 区县机构
- 和平区局
- 河东区局
- 河西区局
- 南开区局
- 河北区局
- 红桥区局
- 塘沽区局
- 汉沽区局
- 大港区局
- 东丽区局
- 西青区局
- 津南区局
- 北辰区局
- 宁河县局
- 武清区局
- 静海县局
- 宝坻区局
- 蓟县局
- 开发区局
- 保税区局[4]